# Free TV Schweiz
Free TV Schweiz war eine je nach Bedarf täglich oder wöchentlich erscheinende Gratiszeitung des Schweizer Fernsehsenders U1 TV.
Free TV Schweiz lag kostenlos jede Woche in Zeitungskästen in Zürich auf. Die Auflage war nach Angaben der Redaktion zwischen 50'000 und 100'000 Exemplaren. Die Zeitung strebte nach eigenen Aussagen 13 Seiten redaktionellen Inhalt auf 3 Seiten Anzeigen an.
Der Schwerpunkt der Zeitung lag auf dem TV-Programm. Weitere Inhalte waren Seiten mit kostenloser Rechtsberatung und einem Fortsetzungsroman sowie die Kolumnen des Hellsehers Mike Shiva und des PR-Beraters Klaus J. Stöhlker.

## Beginn
Free TV Schweiz erschien erstmals im Oktober 2005 in Zürich, damals in täglicher Ausgabe. Der Start der Zeitung musste um einen Tag verschoben werden, weil die Zürcher Polizei zu viel nackte Haut auf der hintersten Seite beanstandete. Die Verantwortlichen von Free TV Schweiz versprachen darauf, zukünftig keine Konfrontation mehr zu suchen. Die Fussballweltmeisterschaft 2006 mit ihrem Bedarf an „vorausgreifender“ umfassender Information veranlasste die Redaktion nach eigenen Angaben dazu, von der täglichen auf die wöchentliche Erscheinungsart überzugehen.